# Želeč (Malá Skála)
Želeč (německy Scheletsch) je malá vesnice, část obce Malá Skála v okrese Jablonec nad Nisou. Nachází se asi 1,5 kilometru severovýchodně od Malé Skály. Prochází zde silnice I/10. Želeč leží v katastrálním území Mukařov u Jablonce nad Nisou o výměře 2,77 km².

## Historie
První písemná zmínka o vesnici pochází z roku 1571.